# Raekwon
Raekwon (prononcé en anglais : [ɹeɪˈkwɑn]), de son vrai nom Corey Woods (né le 12 janvier 1970 à Brooklyn, dans l'État de New York), est un rappeur américain, membre du Wu-Tang Clan. En 1995, il lance sa carrière solo avec Only Built 4 Cuban Linx… considéré comme l'un des meilleurs albums de rap américain des années 1990. Raekwon est cité comme le pionnier du mafioso rap. En 2007, About.com le classe dans son « Top 50 des MCs de notre époque » (1987–2007). Raekwon est converti à l'Islam.

## Biographie

### Wu-Tang Clan
Raekwon lance sa carrière musicale au début des années 1990 dans l'underground new-yorkais. Il joue sous le nom de scène Raekwon the Chef, puis Shallah Raekwon, Shallah Diamond, et Lex Diamond. Dès 1993, il intègre le Wu-Tang Clan et participe à la plupart des chansons de l'album Enter the Wu-Tang (36 Chambers) : il n'est absent que sur les titres Method Man, Clan in da Front, Tearz et Wu-Tang Ain't Nothing Fuck With). Les singles de l'album sont Protect Ya Neck et C.R.E.A.M., le dernier étant classé huitième du classement rap du magazine Billboard.

### Only Built 4 Cuban Linx...
En 1994, Raekwon publie le single Ice Cream, qu'il interprète avec Method Man, Ghostface Killah et Cappadonna. Ce single précède de deux ans l'album où il figurera, Only Built 4 Cuban Linx..., reconnu comme l'un des meilleurs albums solo des membres du Wu-Tang, qu'il réalise avec son ami Ghostface Killah. Il contient quelques chansons comme Wu-Gambinos, Guillotine (Swordz), agrémentées par la présence de pratiquement tous des membres du Wu comme GZA et Inspectah Deck. Il inclut un remix du célèbre Can It Be So Simple, sorti deux ans auparavant sur Enter the Wu-Tang (36 Chambers).
Dans la plupart des titres de l'album, Raekwon s'adonne au storytelling : il narre des histoires effleurant pour la plupart le trafic de drogue et le crime organisé. La même année, Raekwon participe aux projets solo du Wu, notamment les fameux Return to the 36 Chambers: The Dirty Version d'ODB (sur le titre Raw Hide), Liquid Swords de GZA (sur le titre Investigative Reports) et également Tical de Method Man (pour la chanson Meth vs. Chef).
L'année suivante, en 1995, il partage encore une fois  le micro avec Cappadonna et Ghostface Killah sur l'album Ironman. Raekwon participe avec le Wu-Tang Clan en 1997 et 1999 respectivement aux albums Wu-Tang Forever et The W. Raekwon apparaît sur une chanson du groupe de RnB Allure dans leur album homonyme de 1997. Il participe également à la chanson John Blaze de Fat Joe aux côtés de Nas, Jadakiss, et Big Pun.

### ImmobilarityetThe Lex Diamond Story
En novembre 1999, Raekwon publie son deuxième opus : Immobilarity. Ce dernier est bien accueilli malgré les titres-phares Casablanca, Jury ou Live From New York. Toujours en 1999, il participe au deuxième album de Ghostface, Supreme Clientele, acclamé par la critique.
The Chef participe en 2001 à Iron Flag, le quatrième album du Wu-Tang. Encore une fois il est présent sur plusieurs pistes (Rules, Iron Flag, Radioactive...). Il participe ensuite au troisième album de Ghostface, Bulletproof Wallets. En 2003, il publie The Lex Diamond Story. Il présente sur ce projet le style qui fait le succès de son premier opus. Pourtant, cet album reçoit un accueil mitigé de la part des critiques et n'aura pas l'impact de ses prédécesseurs. En 2004, il enregistre le titre De Park Hill à 91 Pise avec le rappeur français Ol Kainry, extrait de l'album Les Chemins de la dignité, dont le clip, tourné à New York, est signé J.G Biggs. En 2006, il quitte Universal Records pour signer sur le label de Dr. Dre, Aftermath Entertainment. Il ne sortira finalement aucun album sous ce label.
Son quatrième album solo, Only Built 4 Cuban Linx… Pt. II est publié en septembre 2009. L'album est, à l'instar de son devancier Only Built 4 Cuban Linx..., acclamé par la critique et les fans. Malgré leurs récents conflits, c'est bien RZA qui signe la production excécutive. « J'étais obligé de revenir vers lui », déclare Raekwon au magazine Rap Mag. « Nous sommes des frères. Parfois il y a des prises de tête mais ça s'arrange toujours[réf. nécessaire]. » L'album rencontre un grand impact dans la communauté hip-hop. À la suite de sa sortie, Raekwon se voit invité à participer à de nombreux projets, notamment aux côtés des rappeurs Lloyd Banks et Big Boi.

### Shaolin vs. Wu-Tanget suites (depuis 2010)
En 2010, il sort un album intitulé Wu-Massacre en collaboration avec deux autres membres du Wu-Tang, Method Man et Ghostface Killah.
Son cinquième album solo, Shaolin vs. Wu-Tang, initialement prévu comme un album du Wu-Tang, sort le 8 mars 2011. Il est, comme l'avait annoncé Raekwon, réalisé sans l'aide de RZA. Le rappeur a toutefois précisé qu'il ne s'agissait pas là d'une provocation envers son collègue. Pour cet opus, Raekwon s'offre des collaborations beaucoup plus variées qu'à l'accoutumée, on retrouve notamment la chanteuse R&B Estelle et le rappeur de Miami Rick Ross. Les producteurs sont, entre autres, The Alchemist, DJ Khalil, Mathematics et Evidence. L'album accroche la douzième place des charts américains, et la seconde des charts rap, avec 29 000 copies vendues la semaine de sa sortie. Dans la foulée, il annonce la sortie d'un autre album solo, Only Built 4 Cuban Linx... Pt. III, qui pourrait sortir fin 2011.
La possibilité d'un éventuel album commun avec le rappeur Eminem a été évoquée par les deux Mcs mais la question reste en suspens.
Son huitième album studio solo, The Emperor's New Clothes, sort à l'été 2025. Il est édité sur le label de Nas, Mass Appeal.

## Discographie

### Albums studio
- 1995 : Only Built 4 Cuban Linx…
- 1999 : Immobilarity
- 2003 : The Lex Diamond Story
- 2009 : Only Built 4 Cuban Linx… Pt. II
- 2011 : Shaolin vs. Wu-Tang
- 2015 : Fly International Luxurious Art[13]
- 2017 : The Wild
- 2025 : The Emperor's New Clothes

### Mixtapes
- 2003 : Only Built 4 The Streets
- 2006 : Hero Only
- 2006 : R.A.G.U. (Rae and Ghost Unit)
- 2007 : The Vatican Mixtape Vol. 1
- 2007 : The Vatican Mixtape Vol. 2: The DaVinci Code
- 2007 : The Vatican Mixtape Vol. 3: House of Wax
- 2008 : R.A.G.U. Vol. 2 (Raekwon and Ghostface United Pt. 2)
- 2009 : Blood on Chefs Apron
- 2009 : Staten Go Hard
- 2009 : Coke Up In Da Dollar Bill
- 2009 : Cuban Revolution
- 2010 : The Vatican Mixtape Vol. 4
- 2010 : Cocainism 2
- 2012 : Unexpected Victory
- 2013 : Lost Jewlry

### Albums collaboratifs
- 1993 : Enter the Wu-Tang (36 Chambers) (avec le Wu-Tang Clan)
- 1997 : Wu-Tang Forever (avec le Wu-Tang Clan)
- 2000 : The W (avec le Wu-Tang Clan)
- 2001 : Iron Flag (avec le Wu-Tang Clan)
- 2007 : 8 Diagrams (avec le Wu-Tang Clan)
- 2010 : Wu-Massacre (avec Method Man et Ghostface Killah)

### Singles
- 1994 : Heaven & Hell (featuring Ghostface Killah) sur l'album Only Built 4 Cuban Linx... et sur la bande originale du film Fresh
- 1995 : Incarcerated Scarfaces / Ice Cream (featuring Ghostface Killah, Method Man & Cappadonna) sur l'album Only Built 4 Cuban Linx...
- 1995 : Glaciers of Ice (featuring Ghostface Killah, Masta Killa & Blue Raspberry) / Criminology (featuring Ghostface Killah) sur l'album Only Built 4 Cuban Linx...
- 1996 : Firewater (Fat Joe featuring Big Pun, Raekwon & Armaggedon) sur l'album Endangered Species
- 1998 : Wu-Tang Cream Team Line Up (Funkmaster Flex featuring Raekwon, The Harlem Hoodz, Inspectah Deck, Method Man & Killa Sin) sur la mixtape The Mix Tape, Vol. 3: 60 Minutes of Funk, The Final Chapter
- 1998 : Skew It on the Bar-B (OutKast featuring Raekwon) sur l'album Aquemini
- 1999 : Rap Life (Tash featuring Raekwon) sur l'album Rap Life
- 1999 : Live From New York sur l'album Immobilarity
- 2000 : Apollo Kids (Ghostface Killah featuring Raekwon) sur l'album Supreme Clientele
- 2001 : Never Be the Same Again (Ghostface Killah featuring Carl Thomas & Raekwon) sur l'album Bulletproof Wallets
- 2003 : Smith Bros. sur l'album The Lex Diamond Story
- 2004 : The Hood (featuring Tiffany Villarreal) sur l'album The Lex Diamond Story
- 2004 : What's Fuckin' Wit Us (Chops featuring Raekwon) sur l'album Virtuosity
- 2006 : Rap Killers (featuring Mink). Clip réalisé par J.G Biggs
- 2008 : Royal Flush (Big Boi featuring André 3000 & Raekwon)
- 2009 : New Wu (featuring Ghostface Killah & Method Man) sur l'album Only Built 4 Cuban Linx... Pt. II
- 2009 : House of Flying Daggers (featuring GZA, Method Man, Inspectah Deck & Ghostface Killah) sur l'album Only Built 4 Cuban Linx... Pt. II
- 2009 : Catalina (featuring Lyfe Jennings) sur l'album Only Built 4 Cuban Linx... Pt. II
- 2010 : Butter Knives sur l'album Shaolin vs. Wu-Tang
- 2010 : Shaolin vs. Wu-Tang sur l'album Shaolin vs. Wu-Tang
- 2011 : Rock N Roll (featuring Jim Jones, Ghostface Killah & Kobe) sur l'album Shaolin vs. Wu-Tang
- 2011 : Molasses(featuring Rick Ross & Ghostface Killah) sur l'album Shaolin vs. Wu-Tang

### Autres apparitions
- 1994 : Meth vs Chef (de Method Man sur l'album Tical)
- 1995 : Raw Hide (de Ol' Dirty Bastard sur l'album Return to the 36 Chambers: The Dirty Version)
- 1995 : Right Back At You & Eye For An Eye (de Mobb Deep sur l'album The Infamous)
- 1995 : Investigative Reports (de GZA sur l'album Liquid Swords)
- 1995 : Respect Mine (from the Fat Joe sur l'album Jealous One's Envy)
- 1996 : Iron Maiden, The Faster Blade, 260, Assassination Day, Winter Warz, Box in Hand, Fish, Camay, Daytona 500, Motherless Child, Black Jesus, & After the Smoke Is Clear (de Ghostface Killah sur l'album Ironman)
- 1996 : Nighttime Vultures (de Mobb Deep sur l'album Hell on Earth)
- 1997 : Nasty Immigrants (sur la bande originale de Le Professeur Foldingue)
- 1998 : Dart Throwing (de Cappadonna sur l'album The Pillage)
- 1998 : Intellectuals (de Sunz of Man sur l'album The Last Shall Be First)
- 1998 : Skew It On The Bar-B (de OutKast sur l'album Aquemini)
- 1998 : John Blaze (de Fat Joe sur l'album Don Cartagena)
- 1998 : Spring Water & As The World Turnz (de La the Darkman sur l'album Heist Of The Century)
- 1998 : Black Trump (de Cocoa Brovaz sur l'album Rude Awakening)
- 1998 : Spazzola (de Method Man feat. Streetlife, Raekwon, Masta Killa, Killa Sin & Inspectah Deck sur l'album Tical 2000: Judgement Day)
- 1998 : Movin' On (Remix) (de Mýa sur l'album Mýa)
- 1998 : The Game (de Pete Rock sur l'album Soul Survivor)
- 1999 : Frozen (de Slick Rick sur l'album The Art of Storytelling)
- 1999 : Can't Fuck Wit (de Mobb Deep sur l'album Murda Muzik)
- 1999 : Shell Shock (de U-God sur l'album Golden Arms Redemption)
- 2000 : Money Talks (de Sticky Fingaz sur l'album Black Trash: The Autobiography Of Kirk Jones)
- 2000 : Apollo Kids & Wu Banga 101 (de Ghostface Killah sur l'album Supreme Clientele)
- 2000 : The Heist (de Busta Rhymes sur l'album Anarchy)
- 2001 : Love Is The Message (de Cappadonna sur l'album The Yin and the Yang)
- 2001 : Maxine, Flowers, The Forest & The Hilton (de Ghostface Killah sur l'album Bulletproof Wallets)
- 2003 : Respect Mine (de Mathematics sur l'album Love, Hell Or Right)
- 2003 : What's Fuckin With Us (de CHOPS sur l'album Virtuosity)
- 2004 : The Turn (de Method Man sur l'album Tical Ø: The Prequel)
- 2004 : De Park Hill à 91 Pise (Avec Ol Kainry 6e titre de l'album Les chemins de la dignité
- 2004 : D.T.D. (de Masta Killa sur l'album No Said Date)
- 2005 : Real Nillaz (de Mathematics sur l'album The Problem)
- 2005 : Advanced Pawns, Destruction Of A Guard (de DJ Muggs & GZA sur l'album Grandmasters)
- 2005 : So Long (de Cassidy feat. Mashonda sur l'album I'm A Hustla)
- 2005 : New York (feat. Ghostface Killah) (de AZ sur l'album A.W.O.L.)
- 2005 : Black Opera (de Supernatural sur l'album S.P.I.T.)
- 2005 : The Watch (de Ghostface Killah & Trife da God sur l'album Put It on the Line)
- 2006 : Kilo, R.A.G.U., 9 Milli Bros. Dogs of War & Three Bricks (de Ghostface Killah sur l'album Fishscale)
- 2006 : Goldmine (de Busta Rhymes sur l'album The Big Bang)
- 2006 : It's What It Is (de Masta Killa sur l'album Made in Brooklyn)
- 2006 : The Glide & Presidential MC (de Method Man sur l'album 4:21 The Day After)
- 2006 : Brazil, Enemy (Remix), Cocaine World, Thousands To M's (de Ill Bill sur l'album Ill Bill Is The Future Volume 2 : I'm a Goon !)
- 2007 : Yolanda's House, Rec-Room Therapy, Paisley Darts and Shakey Dog Starring Lolita (de Ghostface Killah sur l'album The Big Doe Rehab)
- 2008 : The PJ's (de Pete Rock sur l'album NY's Finest)
- 2008 : Bulletproof Diaries (de The Game sur l'album L.A.X.)
- 2008 : Coka Moshiach (de Ill Bill sur l'album The Hour Of Reprisal)
- 2009 : Puttin' Work In (de EPMD sur l'album We Mean Business)
- 2009 : Four Minutes to Lock Down (de Method Man & Redman sur l'album Blackout! 2)
- 2009 : Ice Cream (de Fat Joe sur l'album Jealous Ones Still Envy 2)
- 2009 : 100 Miles and Runnin' (de Warren G sur l'album The G-Files)
- 2009 : Cartel Gathering (de Jadakiss sur l'album The Last Kiss)
- 2009 : Legacy (avec Ceazar, Xzibit & M.U.R.S. sur la bande originale de Ninja assassin)
- 2009 : Coke (de U-God sur l'album Dopium)
- 2009 : Stay Off the Fuckin' Flowers (sur Blakroc, album de collaboration de The Black Keys)b
- 2010 : Time Will Tell (de Styles P. & DJ Green Lantern sur l'album The Green Ghost Project)
- 2010 : The Big Game (de Inspectah Deck sur l'album Manifesto)
- 2010 : One Thing (de Freeway & Jake One sur l'album The Stimulus Package)
- 2010 : Audio Meth (Rick Ross, titre bonus sur l'album Teflon Don)
- 2010 : Dutch Masters vs. Phillies vs. Bamboo, The Reserves, & The Oath (de Capone-N-Noreaga sur l'album The War Report 2: Report the War)
- 2010 : Runaway Love Remix (Justin Bieber feat. Kanye West, disponible dans les G.O.O.D. Fridays)
- 2010 : Lord Lord Lord (Kanye West feat. Mos Def, Swizz Beatz & Charlie Wilson, disponible dans les G.O.O.D. Fridays)[14]
- 2010 : Everyday Struggle (de Faith Evans sur l'album Something About Faith)
- 2010 : Chase Manhattan (de Ill Bill & DJ Muggs sur l'album Kill Devil Hills)
- 2010 : Gorgeous (de Kanye West feat. Kid Cudi sur l'album My Beautiful Dark Twisted Fantasy)
- 2010 : Sooner or Later (Die 1 Day) (de Lloyd Banks sur l'album H.F.M. 2 (The Hunger For More))
- 2010 : The Heat (de Twista sur l'album The Perfect Storm)
- 2010 : Gutter Water (de Gangrene sur l'album Gutter Water)
- 2010 : Live It (de Paul Wall sur l'album Heart of a Champion)
- 2010 : Superhero Music (de Diggy Simmons sur la mixtape Airborne)
- 2010 : Michael Knight (Remix) (de Currensy sur l'album Pilot Talk II)
- 2012 : Bel emballage sans le contenu (de Roi Heenok sur l'album Noirs et Professionnels)
- 2014: Bomb (de Freddie Gibbs sur l'album Piñata)
- 2016 : You Know (de Flume feat. Allan Kingdom sur l'album Skin)

## Filmographie
Sauf indication contraire, les informations mentionnées dans cette section peuvent être confirmées par les bases de données cinématographiques IMDb et Allociné,  présentes dans la section « Liens externes ».
- 1999 : Black and White de James Toback : Cigar
- 2003 : Le Cartel (Kingpin) (mini-série TV) - 1 épisode : lui-même
- 2003 : Scary Movie 3 de David Zucker : lui-même
- 2004 : Coalition de Joseph Ariola : Akey
- 2007 : Hardrock (vidéo) de Jon Stu
- 2019 : The Nomads de Brandon Eric Kamin : Ice